# Monokel

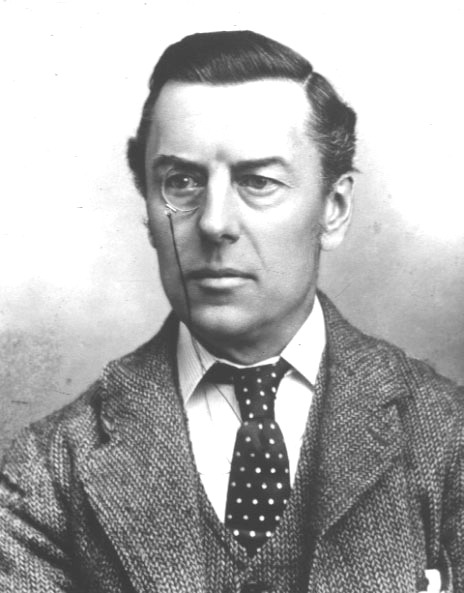
Joseph Chamberlain mit Monokel

Das Monokel, auch Einglas genannt, ist eine Sehhilfe, die im Gegensatz zur heute verwendeten Brille („Binokel“) aus nur einem Glas besteht und am Auge eingeklemmt wird (im Gegensatz zum Einglas mit Stiel, Lorgnette).
Das Monokel entwickelte sich aus dem Lesestein, einer geschliffenen Linse aus Quarz, besonders Bergkristall, oder Beryll, daher das deutsche Wort Brille. Dieser wurde zum Vergrößern direkt auf das Schriftstück gelegt. Ab dem 14. Jahrhundert wurde die Linse vors Auge gehalten. Im 16. Jahrhundert entstand die Idee, die Linse durch den Augenlidmuskel direkt vor dem Auge festzuklemmen, um beide Hände frei zu haben.
Das im Deutschen verwendete Wort Monokel wurde im 19. Jahrhundert aus dem gleichbedeutenden französischen Wort monocle entlehnt, entstand aber ursprünglich als zweisprachiges Kunstwort aus altgriechisch μόνος monos für „allein, einzig“ und lateinisch oculus für „Auge“.

## Monokelformen

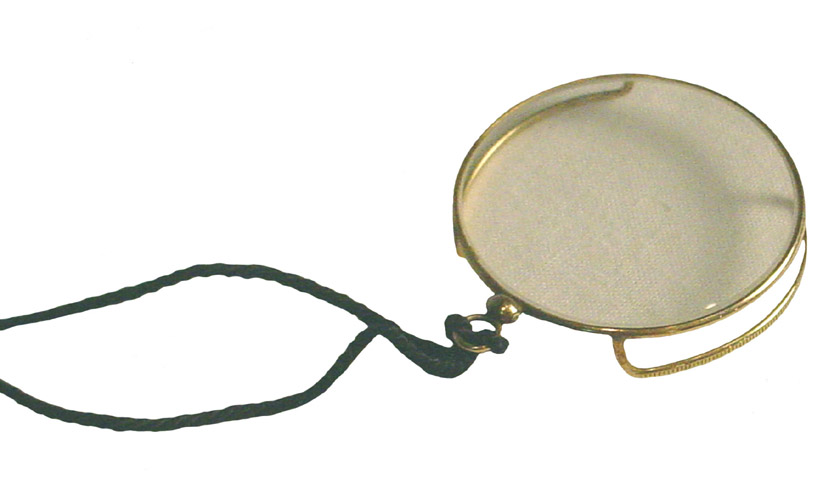
Ein Monokel mit Galerie

Es werden Monokel mit und ohne Galerie unterschieden. Als Galerie wird beim Monokel ein Klemmträgerrand bezeichnet, der aus zwei Stegen an der Ober- und Unterseite des Monokels besteht. Die Galerie ist jeweils bis zu fünf Millimeter vom Glas entfernt und soll neben der besseren Griffigkeit auch dazu dienen, das Glas auf Abstand von den Wimpern zu halten und vor Verschmutzung durch diese zu schützen. Monokel mit Galerie haben immer eine Fassung. Monokel ohne Galerie können mit und ohne Fassung geliefert werden. Bei Monokeln ohne Galerie und ohne Fassung ist das Glas rundum gerändelt, um leichter gehalten werden zu können. Um Monokel vor Beschädigung beim Herausfallen zu schützen, hängen sie gewöhnlich an einem dünnen Kettchen oder einem Band. Zur Uniform wurden Kette oder Band als Schlaufe um den Hals des Trägers gelegt und mit einem Schieber vor dem Kragenknopf zusammengezogen. Zum Zivilanzug war am Ende der Kette oder des Bandes ein Knopf angebracht, der in das Knopfloch am Revers der Anzugjacke eingeknöpft wurde.

## Geschichte

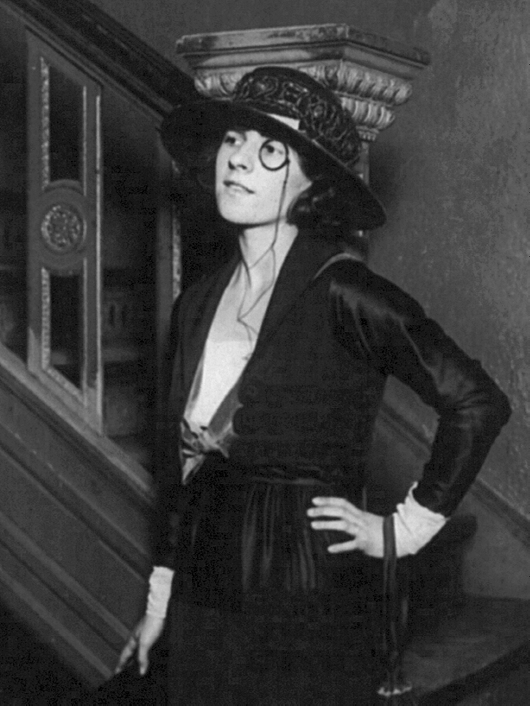
Die Schauspielerin Ruth Gordon mit Monokel, 1919

Das Monokel war gegen Ende des 19. Jahrhunderts besonders in Deutschland und Großbritannien populär und galt als ein Statussymbol der höheren Gesellschaftsschichten. Besonders verbreitet war es in den Offizierkorps der Armeen dieser beiden Länder – und führte da zu Streitigkeiten. So verbot der spätere britische Kriegsminister Earl Kitchener Anfang des 20. Jahrhunderts den Soldaten des Heeres die Benutzung von Monokeln, weil er in ihnen einen „Auswuchs alberner Eitelkeit“ sah, die „eines Offiziers unwürdig ist.“
Einige Mediziner waren damals der Meinung, das Verzerren des Gesichts zum Festhalten des Monokels sei gesundheitsschädlich. Dagegen wurde gewöhnlich argumentiert, dass nur Personen Monokel tragen sollten, die es ohne solche Gesichtsverzerrungen tragen könnten. Dem wurde von Seiten der Optiker auch durch unterschiedliche Größen entsprochen.
Noch in den 1920er Jahren war in Großbritannien strittig, ob das Monokel zu den optischen Instrumenten zählte oder, zusammen mit der Brille, eine eigene Kategorie bildete. Es ging dabei um die im Finance Act von 1926 festgelegten Importzölle für optische Instrumente. Am 6. Oktober 1927 entschied ein Handelsausschuss, dass „Sehhilfen in der Umgangssprache wie auch in der normalen Diktion des Handels keine optischen Instrumente im gleichen Sinne [sind] und deshalb auch nicht in die gleiche Klasse wie optische Instrument fallen.“ Sie unterlagen damit weiterhin nicht den Zollbestimmungen für optische Geräte.

## Das Monokel in der Unterhaltungsbranche
In Karikaturen seit dem ausgehenden 19. Jahrhundert ist das Monokel das stereotype Attribut des, meist adligen, preußischen (Reserve-)Offiziers.
In der Fernsehserie Ein Käfig voller Helden ist ein Monokel das Markenzeichen von Oberst Wilhelm Klink.
Im Film Eins, zwei, drei besiegeln Otto Ludwig Piffl (Horst Buchholz) und der Graf Waldemar von und zu Droste-Schattenburg (Hubert von Meyerinck) die Adoption durch den Monokeltausch.
Im Film Zeugin der Anklage führt Charles Laughton bei Tyrone Power den „Monokeltest“ durch, indem er Power mittels reflektierten Lichts blendet und nervös machen will.
Im Horrorfilm-Klassiker Frankensteins Sohn aus dem Jahr 1939 trägt der von Lionel Atwill gespielte Inspektor Krogh ein Monokel.
In den Batman-Comics wird der Gegenspieler Pinguin häufig mit Monokel dargestellt. Dieses trägt er auch in zahlreichen Adaptionen der Comicserien, unter anderem in der Batman Live-Action-Serie der 1960er Jahre, der Zeichentrickserie Batman: The Animated Series und im Finale der Krimiserie Gotham.
Das Markenzeichen von Roberto Rastapopoulos (einer Figur der Tim-und-Struppi-Comics) ist das Monokel, welches ihm bei Wutanfällen regelmäßig aus dem Gesicht fällt. Kapitän Haddock dagegen trägt es lediglich in Die sieben Kristallkugeln und verliert es auf jeder Seite durchschnittlich einmal.

## Trivia
Berühmte Monokel-Träger: Fritz Lang, Roda Roda, Erich von Stroheim, Richard Tauber, António de Spínola, Hans von Seeckt, Eberhard von Mackensen, Walter Model, Wilhelm Keitel, Erich von Manstein, Siegfried von Vegesack.
Kameraobjektive, die lediglich aus einer einzelnen Linse (üblicherweise eine Sammellinse) bestehen, werden ebenfalls Monokel genannt.